# Abaúj-vár
Az abaújvári földvár Magyarország egyik legrégebbi erődítménye, ispánsági központ, mely fénykorát a 11–14. században élte.

## A vár
A legkorábbi kutatásokat, terepbejárásokat Bartalos Gyula (1900-10-es évek), majd 1956-tól Saád Andor végezte. A földvár feltárást 1974-ben kezdték meg, a sánc átvágásával, a  Nemzetségfői székhelyek, ispánsági központok című országos tervfeladat keretében. A kutatás a vár sáncának külső oldalával kezdődött azokon a területeken, ahol a kertek és lakóházak nem akadályozták a munkát. 1976-tól az ásatásokat a vár belső területén folytatták, a feltárási munkák 1981-ben fejeződtek be. A feltárandó területeket kijelölésére geoelektromos térképet készítettek és mágneses méréseket végeztek. 1976-ban feltárták a templom szentély szakaszát, illetve a körülötte elhelyezkedő temető 586 sírját. A feltárást Gádor Judit vezette, az ásatás munkatársa Nováki Gyula volt. A feltáráson részt vett Lovász Emese, egyetemi hallgató és Fidrám Tiborné, a Herman Ottó Múzeum restaurátora. A feltárás 1977. július 12. – szeptember 28. között folytatták, a teljes templom feltárásra került, további 71 sírral. Az előző évi kutatókhoz csatlakozott Sándorfi György, aki szintvonalas térképre történő bemérését végezte, illetve Wolf Mária, Wellisch Márta egyetemi hallgatók. 1978-ban újabb 120 sír és egy nagyméretű csontgyűjtő (osszárium) került feltárásra. Emellett a várban elhelyezkedő épületek tartószerkezetére utaló cölöplyukak, kemencék és tűzhely is napvilágot látott. Az 1980-as évben pénz hiányában szünetelt a feltárás. 1981-ben a templom maradványait és az összes kutatóárkot visszatemették. Az utolsó év munkálataiban Mesterházy Károly régész, Tárnoki Judit régészhallgató és Király József rajzoló működött közre. Az ásatás során előkerült leleteket a miskolci Herman Ottó Múzeum régészeti gyűjteményében helyezték el. Hosszú évtizedek után 2019-ben az Árpád-ház program keretén belül folytatódott a feltáró munka 2270 m²-en, feltárva 153 objektumot, köztük egy nagyméretű, feltehetően a XII. században épült palotaépületet, valamint a számos érmét és ékszert tartalmazó kincsleletet.
A vár területén 2009-től minden nyáron megrendezik az Abaújvári várfesztivált.

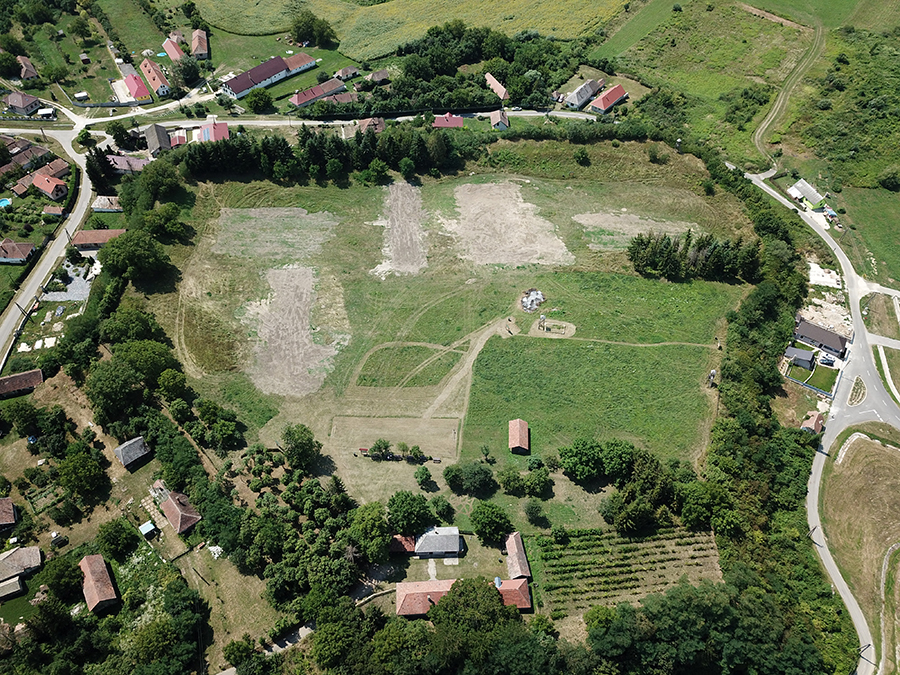
Az abaújvári földvár légi fotón

### Leírása
A vármegyének nevet adó egykori vár a Zempléni-hegység északi peremén, a Hernád partján épült fel, egy különálló dombon. Átmérője 235-245 méter, területe 3,9 hektár. A sánc belső magassága 3,5-4 méter. A sánc külső oldala az évszázadok során megrongálódott a település házainak felépítése és a földművelés során, a belső rész folyamatos mezőgazdasági művelés alatt állt; a sánc állapota ennek ellenére épnek mondható. A belső területre összesen egy lakóház épült, a keleti oldalon, ugyanott ahol a vár egyetlen bejárata nyílt a hegyek felől. A várat a keleti oldalon árok is védte, ami az idők során feltöltődött.
A sáncot egymásra máglyarakás szerűen illesztett fagerendák alkották, kis kazettákat formázva, melyeket földdel töltöttek ki; ez alapján a sánc a rekeszes faszerkezetűek közé sorolható (Kastenbaukonstruktion). A gerendák egymásra illesztésével kapcsolatban a csapolással, illetve a mély bevágással történő rögzítést tartják elképzelhetőnek, mivel vaskapcsokat az ásatás nem hozott felszínre. Az első gerendasort a sánc irányára merőlegesen rakták le, egymástól 60–120 cm-ként, majd erre a sánc irányával megegyező gerendákat helyeztek, egymástól 2,5-3,5 méterre. Az építés szakaszosan történt, egy kialakított rekeszt feltöltötték földdel mielőtt tovább magasították volna a sáncot, mivel a kész gerenda építménybe utólagosan betölteni a földet nehézkes lett volna. Az ásatások során 14 gerendaszintet sikerült elkülöníteni, de ennél valószínű több lehetett, mivel az idők során az egyes gerendaszintek összenyomódtak, és pontos elválasztásuk nem volt lehetséges. A tartógerendák elpusztultak, ám néhány helyen lenyomatuk megmaradt a földben. Ezekből a lenyomatokból meg tudták állapítani, hogy a gerendákat nem hántolták le, illetve, hogy vastagságuk 12–30 cm között mozgott.
A sánc irányára merőleges gerendák a sánc tetejétől lefelé egyre hosszabbodtak, amiből arra következtetnek, hogy a sánc belső oldala lépcsős kiképzésű volt, amivel a védők sáncra való feljutását igyekeztek könnyíteni, egy esetleges ostrom során. A külső oldal ezzel szemben meredeken emelkedett és sárral tapasztották be, így védve a felgyújtás ellen.
A gerendaszintek tetején fél méter vastagságban kőfal maradékaira bukkantak, ám ennek eredeti magasságára és szélességére nem voltak elegendőek  a megtalált maradványok (jelenlegi állapotában 4 méter széles és fél méter magas).

### Története

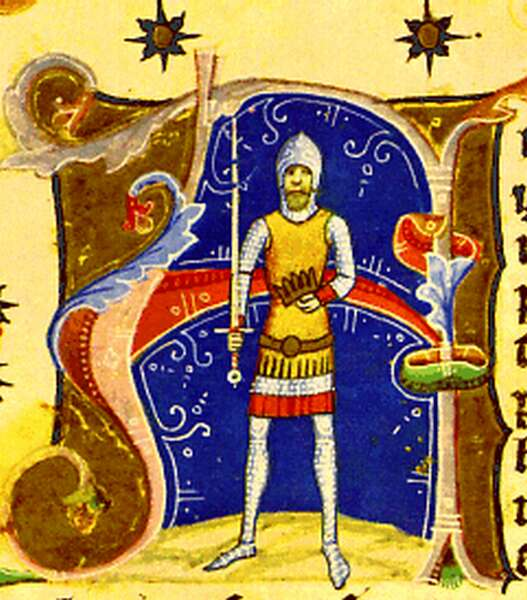
A vár feltételezett építője, Aba Sámuel

A régészeti feltárás szerint a fa-föld építésű vár sánca egy, a római császárok korában (I.-IV. század) itt állt település maradványaira épült, az előkerült leletekből a vár építési ideje a XI. század első felére tehető. Ennek a feltevésnek nem mond ellent a Képes Krónika állítása, mely szerint a várat Aba király, azaz Aba Sámuel építette. Valószínű azonban, hogy nem uralkodása rövid három éve alatt építtette a várat, ugyanis már korábban is fontos tisztségeket (nádor) töltött be. Az ő nevéhez fűződik Abaúj vármegye megszervezése, többnyire saját birtokainak területén, amelynek központjába várat emelt. Szintén erősíti a feltételezést, hogy az építéskori járószinten találtak egy 19,1 cm magas Árpád-kori cserépfazekat, melynek készítési idejét a X-XI. századra teszik, más cserépdarabokkal együtt. A vár felépítését becslések alapján 3-3,5 év alatt fejezték be, a munkálatokhoz 72 260  köbméter földet és 11 770 köbméter fát használtak fel.
A legkorábbi időktől kezdve a vár elsődleges feladata az ország északi határának védelme volt. Egyik legkorábbi említése is határvédő tevékenységével függ össze. 1068-ban mikor Ozul besenyő-úz vezér tört be Magyarország területére, a támadók mozgásáról az abaújvári vár egyik határőre (kéme) tett jelentést a királynak. A határőrt meg is nevezik, a Budai Krónika szerint Fanciska, a Képes Krónika pedig Fantiskának mond. A Fanciska, Fancsiska (később Fancsika, Fancsuka) nevet az olasz Francesco megmagyarosodott alakjának tartják, más vélekedés szerint azonban a finnugor eredetű fon igére vezethető vissza.
A vár többször is a magyar történelem fősodrába került. 1046-ban az Orseoló Péter királlyal elégedetlen magyar urak által hazahívott száműzött Árpád-házi hercegek, András és Levente e várban találkozott a lázadó Vatával és társaival, akik itt ismerték el királyuknak Andrást. András szeptemberben itt tartózkodott seregével és innen indult el Székesfehérvár felé, ahol rövidesen királlyá koronázták.
1106-ban egy másik Árpád-házi herceg, a bátyja ellen lázadó Álmos foglalta el a várat Lengyelországból kapott katonai segítséggel. Könyves Kálmán ostrom alá vette Újvárt, mire a megrettent Álmos herceg megadta magát a királynak.
A fenti két esemény után csak közvetett adatokkal rendelkezünk a vár történetéről. A szakértők a felsőbb gerendaszintek eltérő szerkezetéből arra következtetnek, hogy a XII. század második felében megerősítették, vagy megmagasították a sáncot, ennek okára azonban nem találtak még magyarázatot. Bár leletanyag nem támasztja alá, de úgy feltételezik, hogy a habarcsos kő várfal is ebben a században készült el.

Mai bejárat

A következő konkrétum a tatárjárás idejéből származik, 1242 februárjában országgyűlést hívtak össze Székesfehérvárra és egy tatárok elleni ellentámadáshoz kértek segítséget a pápától. A levélben leírták a tatárok pusztítását illetve azokat az erősségeket, amik addig ellen tudtak állni a támadásoknak. Tizenhét várat említenek név szerint, melyből csupán 5 volt a Dunán innen; Pozsony, Nyitra, Komárom, Fülek, Abaújvár. Ebből is látszik, hogy a vár a 13. század közepén Észak- és Kelet-Magyarország legerősebb várának számított. Sok más Árpád-kori ispáni székhellyel ellentétben a tatárjárás után még hosszú ideig megőrizte vezető szerepét. Nem sokkal a tatárjárás után, 1251-ben IV. Béla király személyesen intézkedett védelméről. Az ispánsági várak a tatárjárás után elvesztették jelentőségüket, ez azonban nem igaz Újvárra.
A XIII. század során gyakran szólnak okleveles források a várról, birtokadományok okán, vagy várnépével kapcsolatban.
Egy 1255-ben kelt oklevél Moch fia, Marcellus nevű abaújvári várjobbágyról tudósít, kinek Chon nevű földjét scynnai vendégnépeknek juttatták.
1265-ben Komplot fia — Hertwyg, tubuli várnagy és testvére: Herricus adományként kapják az újvári vár Zaka nevű lakatlan földjét, melyet még ősük Csépán nyert Imre királytól. Ugyanők nyerik az Újvári várhoz tartozó Nádasd földjét, melyről egy keltezetlen oklevélből tudunk, amit V. István rövid uralkodása alatt adtak ki, 1270-1272 között. A XIV. században kelt oklevél Zaka és Nádasd birtokot egynek mondja (Nadasth, más néven Zaka).
1267-ben Izrad abaújvári várjobbágyról tesznek említést a források.
1273 december végén kelt oklevél várjobbágyairól, Horuati-i Lőrinc fiáról, Bodouról, valamint Mykus fiairól; Sebestyénről, Angelusról és Zentusról tesz említést, akik a morvaországi Laa váránál IV. László seregében harcoltak Ottokár ellen, mely szolgálatukért cserébe a magyar király nemesei sorába emelte őket. Az abaújvári vár következő említése szintén az 1273. évi magyar–cseh háborúhoz köthető, mikor is Gábor fia Salamonnak (Salomon filius Gabrielis) adományozta a király az abaújvári vár Zaranca nevű 3 ekényi lakatlan földjét. Nevezett Salamon az adományt az egyesült cseh-osztrák (Teutonicos) sereg ellen vívott győri csatában szerzett érdemeiért nyerte. Szintén a Győrnél tanúsított szolgálataikért a király  nemesei közé emelte Iwanka fia Pált, Iwanch fiait; Pétert, Micout, Jánost és Miklóst, valamint Dusa fia Egyedet, az addig abaújvári várjobbágyságokat (Paulus, filius Iwankae, Petrus, Micou, Iohannes et Nicolaus filii Iwanch, et Egidius filius Dusa, de Iobbagionibus Castri de Abaujvar oriundi).
1317-ben említik várjobbágyát, Domokost 1330-ban Mihály nevű várnagyát említik, és 1332-ben is szólnak várnagyról, 1347-ben pedig falunagyáról, Jekkel fia Hannusról számolnak be a források. Szerepe megtartásáról tanúskodnak azok az oklevelek, amiket Újváron adtak ki; kettőt maga az ispán, Drugeth Fülöp (1320-ban és 1322-ben) egyet pedig János, az akkor már nádori tisztet is viselő Fülöp udvarbírája, 1323-ban.
Várnagyáról még 1353-ban is tesznek említést (magistri Thome Rufi castellani de Wyuar). Szintén Rufus (Vörös) Tamást említik csejtei és Újvári várnagyként is, Újvárt ez estben Holiccsal azonosítják. Szintén ezt erősíti egy 1347-ben kelt oklevél, ahol Péc nembéli Vörös Aladár fia Tamás egyszerre Csejte, Berencs és Újvár (Holics) várnagya.
Ezután azonban hosszú időre eltűnik a forrásokból, feltehetően megyeszékhely szerepe is megszűnt. A vár is feltehetően ez időben vesztette el jelentőségét, korszerűtlenné vált és pusztulásnak indult. 1399-ben Zsigmond király arra ad engedélyt a település új birtokosának, Perényi Péternek, hogy a neki megfelelő helyen építsen várat Újváron, az engedélyt 1405-ben megerősítették. A hatalmas területű várat azonban feltehetően nem érte volna meg korszerűsíteni, ezért helyette Nagyidán építtettek maguknak új főúri központot kisebb, korszerűbb új várral.
Gyakran utolsó említéseként hivatkoznak egy 1461-ből származó feljegyzésre, mely szerint Mátyás király a felvidéket uraló Giskra elleni  hadjárata során bevette Újvárat is. Ez az Újvár azonban nem az Abaúj megyei volt, hanem a Sárosban található, ami szintén a Perényi család birtokát képezte.
Karbantartás híján a sáncok faszerkezete romlásnak indult, a kőfal köveit pedig a falubeli építkezésekhez használták fel. Noha a sáncok napjainkban is állnak, az ide látogatónak nem jelent maradandó élményt látványuk, mert a falu teljesen körbenőtte az egykori falakat, és egyébként sem esik jó rálátás a fákkal, bokrokkal benőtt egykori várfalra.

## Esperesi templom
A földvár azon kevesek közé tartozik, ahol a vár belsejében is folytattak kutatásokat. Az előkerült leletanyag tanúsága szerint a vár belsejében elhelyezkedő település a vár egészére kiterjedt. Az itt élő és földműveléssel és állattenyésztéssel foglalkozó népesség a várépítésével egy időben, a XI. században telepedett le itt (erre bizonyíték az I. András uralkodásának elején vert ezüstpénz), és a 15. században néptelenedett el.  A várjobbágyság fegyverei is előkerültek, amelyből kitűnik, hogy a várban könnyűfegyverzetű íjászok és páncélos lovagok is megfordultak (adott jövedelem felett az ispánok kötelesek voltak páncélos katonákat állítani).
Részletes feltárás nem történt, de a vár északnyugati szegletében a felszíni vizsgálat alapján kőből és téglából készült épületekre következtetnek a szakértők, amelyekben feltehetően a vár világi és egyházi vezető élhettek. Arra, hogy a világi réteg is a várban élt szolgál bizonyítékul az itt megtalált nyakba akasztható, bronzlemezből készült pecsét, amely felirata szerint Lázár bíró (feltehetően az ispán udvarbírája) tulajdona volt.
Az egyháziak várbeli életének egyértelmű jele a vár északi oldalán feltárt román kori templom. A templom Abaúj vármegye első szentegyháza és az újvári esperesség egy korai központja, mely csaknem pontosan keletre tájolt, egyhajós, szentélye félköríves. A középkori templomoknál szokás volt, hogy építésüket a templom védőszentjének napjának hajnalán kezdték el, ez magyarázza, hogy a kor templomai sohasem pontosan keltre néznek, eltérésüket az évszakok közötti és belüli váltakozásból adódtak. A templom védőszentje sajnos nem ismert és más írásos említést sem tesznek az esperesi templomról. Falainak vastagsága egy méter körüli, néhol a felmenő falrészek is megmaradtak, az előkerült szürke és piros festéknyomok szerint festettek voltak. Belső hossza meghaladja a 15 métert, szélessége pedig a 7 métert, falainak hossza eltérő, ugyanis a falak nem pontosan derékszögűek, ezért az egyik fal fél méterrel hosszabb. A bejárat a kor templomaihoz hasonlóan dél felől nyílhatott. Az előkerült harangtöredékekből arra következtetnek, hogy harangtorony is tartozott a templomhoz.
A templom már a 11. század végén állt. A 13. században egy átalakítás során a szentély szintjét megemelték és lépcsősorral kötötték a hajóval össze, amiből 3 lépcsőfok fennmaradt. Erre azért volt szükség mert a diadalívet, mely korábban a hajót elválasztotta a szentélytől elbontották. Padlózata kőlapokkal volt burkolva, mely kis területen szintén megmaradt. Téglaboltozatú födémének maradványait ugyancsak felszínre hozta az ásatás. A templom hajójának nyugati oldalán vastag pilléreket találtak, melyek a karzatot tarthatták.
Esperesét először a 13. század közepén említik. János újvári pap 1354. április 15-én Újváron ad ki oklevelet, ő egyben alesperes és alkamarásként is működött ebben az időben.
A templom körül nagy kiterjedésű temető helyezkedett el, melynek 786 sírja került feltárásra, a teljes szám azonban ennek háromszorosa is lehetett (az éves kutatómunkákról szóló összefoglalások adatai szerint a sírok száma 777). A templom belsejéből nem került elő sír, építési törmelékkel összekeveredett csontmaradvány viszont igen, amiből arra lehet következtetni, hogy a 13. századi átépítés előtt a templom belseje is temetőül szolgált. Talán az itt szolgáló egyházi vezetők használták végső nyugvóhelyül a templomot. Ezt a feltételezést megerősíteni látszik egy nagyméretű koporsókő a XI-XII. század fordulójáról, melynek közepére egy keresztet véstek.
A további leletek közül említendők azok az ékszerek, melyek kiemelkednek az egyszerű karikaékszerek és üveggyöngyök közül. Ilyen például a kauri csiga házából talált gyöngyszem, fonott ezüstszálakból álló fémgyöngyök (bizánci ötvösök munkája)? valamint egy másik sírban nyugvó nő mellett talált karneolból készült kereszt. Szintén vagyonosabb elhunyt sírja lehetett az, melyből 5 pénzérme is előkerült. A vár harcos rétegeire utalnak azok a kard-és tőrtokok, melyeknek veretei pár sírban voltak megtalálhatók, illetve a két sírból előkerült nyílhegy; az egyik az elhunyt keresztcsontjába, a másik egy nyakcsigolyába fúródva maradt fent. Ezek mellett számos csatot, fülbevalókat, hajkarikákat, koporsószöget és koporsók díszvasalását hozta felszínre az ásatás. Osszáriumok kialakítására utaló nyomok is feltárásra kerültek. A leletek kora a 11. és 15. század között mozog, megerősítve azt a feltételezést, hogy a vár és esperesi templom fénykora a 14. századra tehető, véglegesen az élet a 15. század folyamán szűnt meg.

## Külső hivatkozások
- Földvár a Hernád mentén – Abaújvár – YouTube-videó